# Konståret 1892

## Händelser

### Okänt datum
- Maj – The Linked Ring grundas av Henry Peach Robinson i England för att främja foto som konst.

## Verk
- John Collier - Lilith

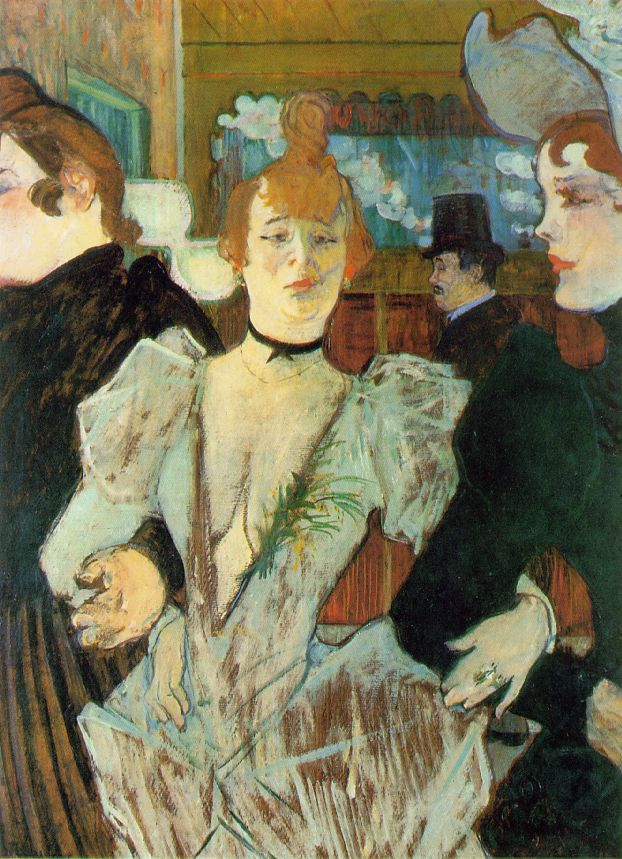
Henri de Toulouse-Lautrec verk La Goulue arrivant au Moulin Rouge (accompagnée de deux femmes) går att beskåda på Museum of Modern Art i New York.

- Henri de Toulouse-Lautrec - La Goulue arrivant au Moulin Rouge (accompagnée de deux femmes) (Museum of Modern Art[1], New York)

## Födda
- 13 februari - Grant Wood (död 1942), amerikansk målare.
- 24 mars - Esther Gehlin (död 1949), svensk-dansk konstnär.
- 14 april - Mikko Carlstedt (död 1964), finländsk målare.
- 25 april - Arvid Knöppel (död 1970), svensk skulptör, tecknare, grafiker, författare och målare.
- 17 maj - Ernst Wilhelm Nilsson (död 1937), svensk målare, tecknare och grafiker.
- 30 maj - Fernando Amorsolo (död 1972), filippinsk målare.
- 31 maj - Michel Kikoine (död 1968), vitrysk målare.
- 8 juni - Joel Pettersson (död 1937), åländsk författare och bildkonstnär.
- 9 juli - Nils Möllerberg (död 1954), svensk skulptör, tecknare och grafiker.
- 15 juli - Walter Benjamin (död 1940), tysk filosof, litteraturvetare och konstkritiker.
- 19 juli - Suzanne Malherbe (död 1972), fransk illustratör och designer.
- 7 augusti - Einar Forseth (död 1988), svensk konstnär.
- 16 augusti - Otto Messmer (död 1983), amerikansk animatör.
- 21 augusti - Gunnar Svenson (död 1977), svensk konstnär och professor.
- 30 augusti - Gerhard Albe (död 1965), svensk intendent och målare.
- 23 september - Georg Lagerstedt (död 1982), svensk målare, tecknare och illustratör.
- 11 oktober - Anton Räderscheidt (död 1970), tysk målare.
- 15 oktober - Gunnar Erik Ström (död 1982), svensk konstnär.
- 16 oktober - Adolf Ziegler (död 1959), tysk målare och politiker.
- 18 november - Stig Borglind (död 1965), svensk grafiker.
- 23 november - Romain de Tirtoff (död 1990), ryskfödd fransk konstnär och designer.
- 7 december - Stuart Davis (död 1964), amerikansk målare.
- 9 december - Julia Lüning (död 1976), svensk konstnär.
- okänt datum - Tora Huitfeldt (död 1967), svensk konstnär.
- okänt datum - Lennart Segerstråle (död 1975), finlandssvensk målare och grafiker,

## Avlidna
- 14 januari - Alexander Jackson Davis (född 1803), amerikansk arkitekt och illustratör.
- 21 juni - Louis Janmot (född 1814), fransk målare.
- 5 oktober - Albert Aurier (född 1865), fransk målare, konstkritiker och poet.
- 14 oktober - Peter Nicolai Arbo (född 1831), norsk konstnär.
- 29 oktober - William Harnett (född 1848), irländsk-amerikansk trompe l'œil-målare.
- 9 december - Ernst Klimt (född 1864), österrikisk historie- och dekorationsmålare.
- 30 december - Tore Billing (född 1817), svensk landskapsmålare.
- okänt datum - John Lewis Brown (född 1829), fransk målare.
- okänt datum - Walter Hood Fitch (född 1817), skotsk  botanisk konstnär.
- okänt datum - Louis Vuitton (född 1821), fransk designer.
- okänt datum - Serafino De Tivoli (född 1826), italiensk målare.